# L'Amour à l'envers
Pour les articles homonymes, voir La Vie à l'envers.
Pour plus de détails, voir Fiche technique et Distribution.
L'Amour à l'envers - diffusé aussi sous le titre La Vie à l'envers - ou Cœur et trio au Québec (Some Kind of Wonderful) est un film américain réalisé par Howard Deutch, sorti en 1987, écrit et produit par John Hughes, le film a pour principaux interprètes Eric Stoltz, Mary Stuart Masterson et Lea Thompson.

## Synopsis
Keith est un adolescent artiste qui est amoureux de la plus belle fille du lycée. Lorsque celle-ci rompt avec son petit ami, il tente sa chance grâce à l'aide de sa meilleure amie, Watts, qui est, quant à elle, amoureuse de Keith.

## Fiche technique
- Autres titres francophones : La vie à l'envers
- Réalisation : Howard Deutch
- Scénario : John Hughes
- Décors : Linda Spheeris
- Photographie : Jan Kiesser
- Musique : Stephen Hague (en) et John Musser
- Pays d’origine :  États-Unis
- Dates de sortie : 
  - États-Unis : 27 février 1987
  - France : juillet 1988[1] (inédit à Paris, distribué en province - Nord) ; 17 février 2021 (DVD)

## Distribution
- Eric Stoltz : Keith Nelson
- Mary Stuart Masterson : Watts
- Lea Thompson (VF : Anne Rondeleux) : Amanda Jones
- Craig Sheffer : Hardy Jenns
- Elias Koteas : Duncan, le skinhead
- John Ashton : Cliff Nelson, le père de Keith
- Jane Elliot (en) : Carol Nelson, la mère de Keith
- Maddie Corman (VF : Amélie Morin) : Laura Nelson, la soeur ado de Keith
- Candace Cameron : Cindy Nelson, la jeune soeur de Keith
- Molly Hagan : Shayne
- Scott Coffey : Ray
- Chynna Phillips : Mia
- Laura Leigh Hughes : Holly
- Carmine Caridi : le gardien du musée
- Lee Garlington : Mrs. Albright, la prof de gym
- Pamela Anderson (homonyme de l'actrice née en 1967) : une invitée à la party

## Autour du film
Le réalisateur Howard Deutch et l'actrice Lea Thompson, qui venait d'accéder à la notoriété grâce à son rôle de Lorraine McFly dans la trilogie Retour vers le futur, sont tombés amoureux sur le tournage. Ils se sont mariés en 1989 et ont eu deux enfants : Madeline (1990) et Zoey (1994).